# Eosaulostomus collaris
Eosaulostomus collaris är en skalbaggsart som beskrevs av Blackburn 1892. Eosaulostomus collaris ingår i släktet Eosaulostomus och familjen Rutelidae. Inga underarter finns listade i Catalogue of Life.